# Antałówka
Antałówka je 937 m vysoký protáhlý hřbet v Polsku, který se od severu jako klín noří do zástavby letoviska Zakopané v Malopolském vojvodství. V minulosti se hřbet se stejnojmenným nejvyšším vrcholem nazýval Jantolówka. Na severu je asi dva kilometry dlouhý hřbet zakončený vrcholem Bachledzki Wierch (902 m n. m.). Předpokládá se, že je budován tatranskými nánosy, které zde vytlačily ledovce nejstaršího známého zalednění této oblasti.